# クヴァルクヴァレ2世
クヴァルクヴァレ2世ジャケリ（グルジア語: ყვარყვარე II ჯაყელი、グルジア語ラテン翻字: Qvarqvare II Jaqeli、1416年 – 1498年）は、サムツヘ公国のアタベグ（在位期間：1451年–1498年）。ジャケリ家の一員であり、父親はイヴァネ2世。

## 生涯
1447年、クヴァルクヴァレは兄のアグブガ2世に対して反乱を起こした。サムツヘ公国は内戦状態となり、ジョージア王国はアグブガ2世を支援した。トビリシに避難したアグブガ2世が1451年に没すると、ジョージア王ギオルギ8世はクヴァルクヴァレをサムツヘのアタベグとして認めた。
クヴァルクヴァレは父イヴァネ2世と同じ考えを持ち、サムツヘを独立した国家とすることを目指してジョージア王家と戦った。クヴァルクヴァレはヴァルジアと王領を奪い、ギリシャ正教会の府主教の助けを借りてエルサレムとアンティオキアから聖職者を招聘し、サムツヘ正教会を独立正教会として宣言した。
1465年、クヴァルクヴァレはパラヴァニ湖近くの戦いでジョージア王ギオルギ8世に勝利した。クヴァルクヴァレはギオルギ8世を捕らえ、アハルツィヘに幽閉した。この後、サムツヘ公国はジョージア王国から独立した。クヴァルクヴァレはその後もジョージアの内戦に関与し続け、この結果ジョージア連合王国は崩壊に至った。
クヴァルクヴァレによる独立国としてのサムツヘ公国の統治は、公国を取り囲む強大なイスラム国家との戦争の繰り返しでもあった。1466年、1476年–1477年、1485年に白羊朝がサムツヘ公国へ大規模な攻撃を行い、1479年以降はオスマン帝国がサムツヘ公国の領地を侵食し始めた。一方でクヴァルクヴァレも各所で勝利を収めており、アルメニア語の文献によると1479年にクヴァルクヴァレ2世がエルズルム周辺の土地を荒らし、都市を従属的な立場に追いやったことが記されている。
クヴァルクヴァレは1498年に没し、ヴァルジアのアナヌリ教会に妻とともに埋葬されている。